# Мето Баjрактари
Мето Бајрактари (Косовска Митровица, 1916 — Небрегоште, код Призрена, децембар 1943), учесник Народноослободилачке борбе и народни херој Југославије.

## Биографија
Рођен је 1916. године у Косовској Митровици. После завршене основне школе, уписао је Велику медресу „Краљ Александар Први“ у Скопљу, где је под утицајем Рифата Бурџовићa, пришао омладинском револуционарном покрету.
Због револуционарне делатности искључен је из медресе, па је седми разред гимназије наставио најпре у Приштини, а потом у Врању. Осми разред је завршио у Београду, где се потом уписао на Правни факултет Београдског универзитета. Пре Другог светског рата, хапшен је и прогањан од стране полиције. Члан Комунистичке партије Југославије постао је 1937. године. Активно је радио на стварњу и јачању партијских организација на подручју Косова и Метохије.
Априлски рат и окупација Краљевине Југославије, 1941. године, затекли су га у Приштини. Покрајински комитет КПЈ за Косово и Метохију му је, јуна 1941. године, дао задатак да ступи у везу са Окружним комитетом КПЈ за Лесковац и партизанским одредом на Јабланици.
Септембра 1942. године постао је борац Партизанског одреда „Зејнел Ајдини“, (првог партизанског одреда састављеног од припадника Албанске националности) и учествовао је у свим борбама овог одреда од септембра 1942. године до октобра 1943. године. Октобра 1943. године, постао је политички комесар Шарпланинског партизанског одреда, да би већ у новембру исте године, по одлуци Обласног комитета, напустио одред и прешао на партијско-политички рад на терену.
Погинуо је почетком децембра 1943. године, на Језеришта у подножију Шар Планине приликом једног окршаја са непријатељем у околини села Небрегоште, на Косову и Метохији.
Указом председника СФР Југославије Јосипа Броза Тита 26. децембра 1973. проглашен је за народног хероја.